# Hans Berndt (Mediziner)
Hans Berndt (* 4. April 1927; † 3. November 2021) war ein deutscher Internist. Er war unter anderem Gastroenterologe und Hochschullehrer in der DDR.

## Leben und Wirken
Hans Berndt studierte von 1946 bis 1951 Medizin. 1954 wurde er an der Humboldt-Universität zu Berlin mit einer Dissertation über Kryoglobulinämie zum Dr. med. promoviert.
Von 1959 bis 1977 war Hans Berndt am Zentralinstitut für Krebsforschung der Akademie der Wissenschaften der DDR tätig (Habilitation 1962, Ernennung zum Professor 1971).

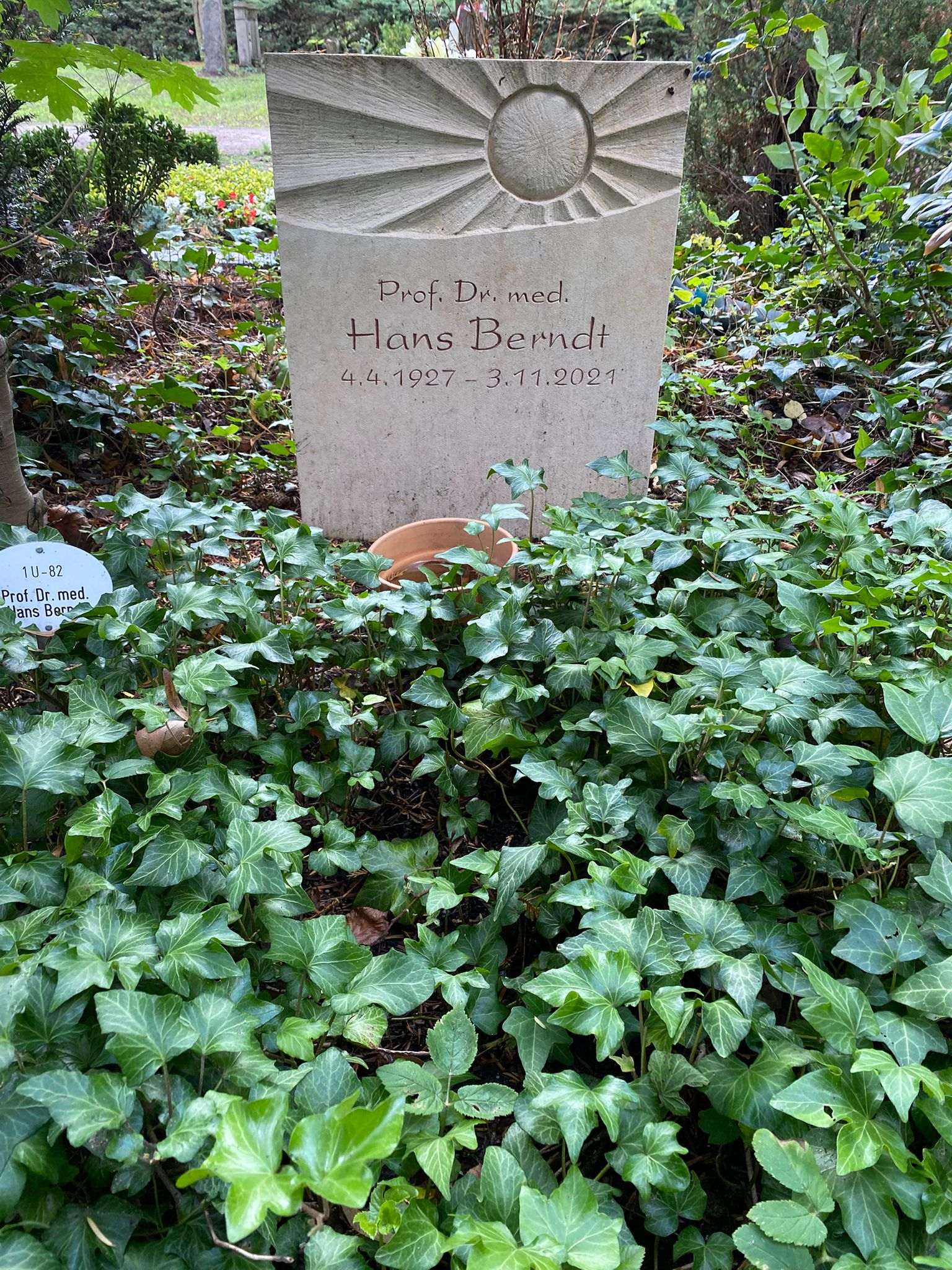
Grabstätte auf dem Friedhof Pankow III

1977 wurde er zum Chefarzt der Klinik für Innere Medizin am neu erbauten Bezirkskrankenhaus Neubrandenburg berufen. Im selben Jahr erfolgte die Berufung zum Professor für Innere Medizin an der Akademie für Ärztliche Fortbildung der DDR.
Von 1982 bis 1992 war er Direktor der Universitätsklinik für Innere Medizin und Leiter der Abteilung für Gastroenterologie der Charité.
Von 1965 bis 1986 war Berndt Vorstandsmitglied der Gesellschaft für Gastroenterologie der DDR (1977–1984 Vorsitzender) und von 1991 bis 1993 Vorsitzender der Berliner Gesellschaft für Innere Medizin.
Hans Berndt war von 1966 bis 1978 Herausgeber der Zeitschrift Archiv für Geschwulstforschung und von 1982 bis 1994 Chefredakteur der Zeitschrift für ärztliche Fortbildung.
Seine letzte Ruhestätte erhielt Hans Berndt auf dem Friedhof Pankow III.

## Ehrungen
- 1986: Ismar-Boas-Medaille der Gesellschaft für Gastroenterologie der DDR[9]
- 1987: Ehrenmitgliedschaft der Gesellschaft für Gastroenterologie der DDR[10]

## Veröffentlichungen
- mit Oskar Andrysek: Gastroenterologische Isotopendiagnostik. Volk und Gesundheit, Berlin 1965.
- mit Tilo Schramm: 20 Jahre Krebsforschung in Berlin-Buch. In: Arch. Geschwulstforschung. 29, 1967, S. 213–217.
- mit Tilo Schramm: Krebs – Wachstum wider das Leben. Urania, Leipzig 1974.